# Lupon
Lupon est une localité de la province du Davao oriental, aux Philippines. En 2015, elle compte 65 785 habitants.